# 棕櫚海灘
棕榈海滩（英語：Palm Beach）位于澳大利亚新南威尔士州，悉尼市中心以北41公里的碧水议会地方政府区域。棕榈海滩东临塔斯曼海，坐落在一个半岛上。
棕榈海滩是肥皂剧聚散离合的外景地，剧中使用虚构的地名夏日海湾。